# Poecilocharax
Poecilocharax är ett släkte av fiskar. Poecilocharax ingår i familjen Crenuchidae.
Kladogram enligt Catalogue of Life:
| Poecilocharax | \| \| Poecilocharax bovalii \| \| \| \| \| \| Poecilocharax weitzmani \| \| \| \| |
|               | \| \| Poecilocharax bovalii \| \| \| \| \| \| Poecilocharax weitzmani \| \| \| \| |
|               | Ammocryptocharax                                                                  |
|               |                                                                                   |
|               | Characidium                                                                       |
|               |                                                                                   |
|               | Crenuchus                                                                         |
|               |                                                                                   |
|               | Elachocharax                                                                      |
|               |                                                                                   |
|               | Geryichthys                                                                       |
|               |                                                                                   |
|               | Klausewitzia                                                                      |
|               |                                                                                   |
|               | Leptocharacidium                                                                  |
|               |                                                                                   |
|               | Melanocharacidium                                                                 |
|               |                                                                                   |
|               | Microcharacidium                                                                  |
|               |                                                                                   |
|               | Odontocharacidium                                                                 |
|               |                                                                                   |
|               | Skiotocharax                                                                      |
|               |                                                                                   |
|               | Poecilocharax bovalii                                                             |
|               |                                                                                   |
|               | Poecilocharax weitzmani                                                           |
|               |                                                                                   |

|  | Poecilocharax bovalii   |
|  |                         |
|  | Poecilocharax weitzmani |
|  |                         |